# Liste des œuvres de Frédéric Toulmouche

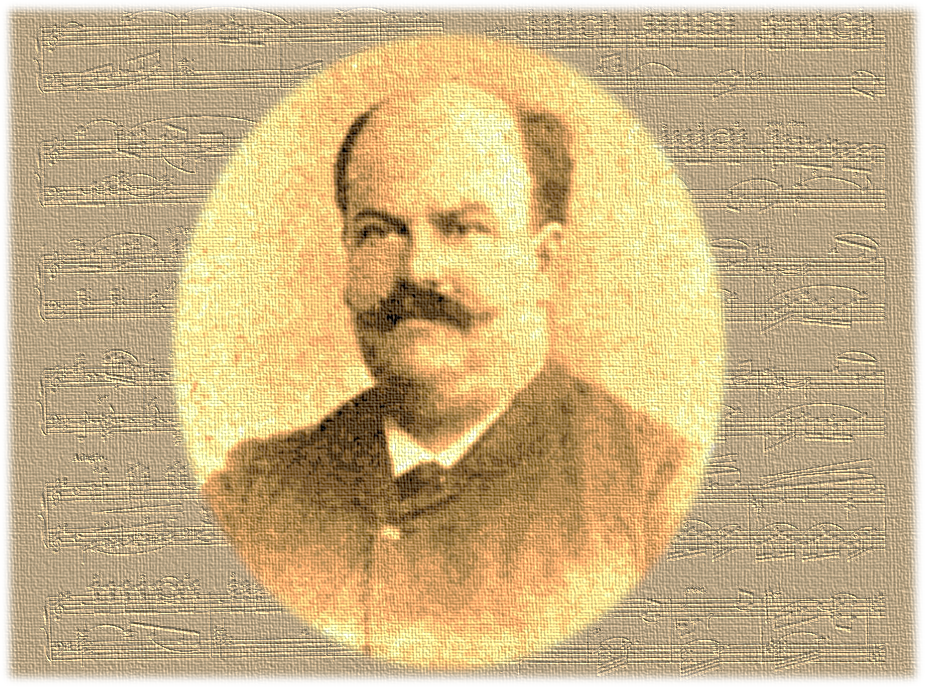
Frédéric Michel Toulmouche

Cette liste regroupe les œuvres de Frédéric Toulmouche qui a écrit un grand nombre d'œuvres pour orchestre, chant, piano, violoncelle ou violon.
Frédéric-Michel Toulmouche, né le 4 août 1850, à Nantes et mort le 23 février 1909 dans le 2e arrondissement de Paris est un compositeur Français, Chef de chant à l’Opéra-comique.
Frédéric Toulmouche décède d'une hémorragie cérébrale le 23 février 1909 à 58 ans au domicile conjugal 5 Rue d'Amboise 2e arrondissement de Paris. Ses dernières œuvres (La môme Flora et Chez la somnambule) furent achevées en collaboration avec son fils, Edy Toulmouche ses obsèques sont célébrées le 25 février 1909 à Église Saint-Roch de Paris puis et il est inhumé au Cimetière parisien de La Chapelle, Division 1, Ligne 7, numéro 20 le 25 février 1909.

## Œuvres
Toutes les compositions musicales sont de Frédéric Toulmouche
Il participe à de nombreux concerts un peu partout en France et en province dans les soirées et les concerts de nombreuses salles ou théâtres ou il joue aussi ses nombreuses compositions. Il a joué également au Théâtre royal des Galeries en Belgique. Les opérettes françaises étant très populaires à l'époque, son Opéra-comique en 3 actes, La Veillée des noces, a eu sa version Anglaise par William Yardley sous le nom de The wedding eve et jouée à Londres au Duke of York's Theatre .
Frédéric-Michel Toulmouche, en plus d’être chef d'orchestre, chef de cœur et pianiste, est un compositeur avec un style musical qui s’inscrit principalement dans un cadre de musique légère populaire pour son époque avec élégance mélodique et un peu d'humour. Ses opéras-comiques, pantomime et  vaudevilles mettent souvent en avant des situations légères et divertissantes.
| Date | Titre                                                  | info                                                                                | Type                                           | Textes                                          | 1er Théâtre                              |
| ---- | ------------------------------------------------------ | ----------------------------------------------------------------------------------- | ---------------------------------------------- | ----------------------------------------------- | ---------------------------------------- |
| 1879 | Don José Diégo                                         |                                                                                     | Opéra-comique en 3 actes                       | Édouard Bureau G. Simon                         | [ 4 ]                                    |
| 1881 | Air de ballet                                          | Piano                                                                               | Air de Ballet                                  |                                                 |                                          |
| 1881 | Sérénade                                               | Piano                                                                               | Opérette 3 acte                                |                                                 |                                          |
| 1881 | Menuet                                                 | Piano                                                                               | Opérette 1 acte                                |                                                 |                                          |
| 1881 | Berceuse                                               | Piano                                                                               | Opérette 2 acte                                |                                                 |                                          |
| 1882 | Ah ! Le bon billet !                                   |                                                                                     | Opéra-comique en 1 acte                        | Édouard Bureau Fernand Jattiot                  | Théâtre de la Renaissance 6 décembre     |
| 1882 | La vierge de l'île de Sayne                            |                                                                                     | Scène druidique                                |                                                 |                                          |
| 1883 | Taverne, chanson d'escholier                           |                                                                                     |                                                | Édouard Bureau Jules Froelich                   |                                          |
| 1885 | Le moûtier de St-Guignolet                             |                                                                                     | Opéra-comique en 3 actes                       | Édouard Bureau Fernand Jattiot                  | Théâtre royal des Galeries 5 mai         |
| 1887 | Le petit Bonnet                                        | Piano                                                                               | Paroles                                        | Alphonse Quinette                               |                                          |
| 1887 | Le Sentier des roses                                   |                                                                                     | Valse Chantée                                  | E. Ducrey                                       |                                          |
| 1887 | Les trois Tostes                                       |                                                                                     |                                                |                                                 |                                          |
| 1887 | A la bien-aimée                                        |                                                                                     | Poésie                                         | Armand Silvestre                                |                                          |
| 1888 | La Veillée des noces                                   | Musique terminée à Nantes                                                           | Opéra-comique en 3 actes                       | Alexandre Bisson Édouard Bureau Fernand Jattiot | Théâtre des Menu-Plaisirs 27 novembre    |
| 1889 | The wedding eve                                        | Version Anglaise de Veillée des noces par William Yardley et "Yvolde" (Alfred Moul) | Opéra-comique en 3 actes                       | Alexandre Bisson Édouard Bureau Fernand Jattiot | Duke of York's Theatre 10 septembre 1892 |
| 1891 | Invocation à Diane                                     |                                                                                     | Poésie                                         | Albert Sémiane                                  |                                          |
| 1891 | Hymne au Sommeil                                       | Baryton, mezzo-soprano ou contralto et Piano                                        | Poésie                                         | Octave Pradels                                  |                                          |
| 1891 | Famille et Patrie                                      |                                                                                     | Drame en 3 actes en prose                      | Edouard Bureau                                  | Théâtre des Menu-Plaisirs 20 novembre    |
| 1892 | La Chanson des aïeux                                   |                                                                                     | Poésie                                         | Edmond Teulet                                   |                                          |
| 1892 | L'Ame de la patrie                                     |                                                                                     | Opérette en 1 acte                             | Lionel Bonnemère                                |                                          |
| 1892 | La belle au coeur dormant                              |                                                                                     | Fantaisie en 1 acte en vers                    |                                                 | Le Clou 25 janvier                       |
| 1892 | Pour les gueux                                         |                                                                                     | Poésie                                         | Edmond Teulet                                   |                                          |
| 1892 | Chanson de Noël                                        |                                                                                     | Poésie                                         | Edmond Teulet                                   |                                          |
| 1893 | Mademoiselle ma Femme                                  |                                                                                     | Opéra-comique en 3 actes                       | Maurice Ordonneau Octave Pradels                | Théâtre des Menu-Plaisirs 5 mai          |
| 1894 | Les Lèvres                                             |                                                                                     | Poésie                                         | Raoul Monties                                   |                                          |
| 1894 | La chanson du Roi                                      |                                                                                     | Opéra-comique en 1 acte                        | Lionel Bonnemère                                |                                          |
| 1895 | La Saint-Valentin                                      |                                                                                     | Opéra bouffe en 3 actes et 4 tableaux          | Fernand Beissier Maurice Ordonneau              | Théâtre des Bouffes-Parisiens 28 mars    |
| 1895 | La Perle du Cantal                                     | Partition chant et Piano                                                            | Opérette en 3 actes                            | Maurice Ordonneau                               | Théâtre des Folies-Dramatiques 2 mars    |
| 1895 | Le Lit à musique                                       |                                                                                     | Chansonnette                                   | Octave Pradels                                  |                                          |
| 1895 | Les deux Tentations                                    |                                                                                     | Pantomime Ballet en 1 acte                     | Octave Pradels José Frappa                      | Théâtre du Château-d'Eau 19 novembre     |
| 1896 | Le Lézard                                              | chant et Piano                                                                      | Vaudeville en 1 acte                           | William Busnach Armand Liorat                   | Théâtre de La Scala 29 août              |
| 1895 | Dans un Sourire                                        |                                                                                     | Poésie                                         | Raoul Monties                                   |                                          |
| 1896 | Tante Agnès                                            |                                                                                     | Opéra bouffe en 2 actes                        | Maxime Boucheron                                | Théâtre de l'Olympia 27 octobre          |
| 1897 | Pierrot au Hammam                                      |                                                                                     | Ballet d'action Pantomime 1 acte en 2 tableaux | Eugène Bertol-Graivil                           | Théâtre de l'Olympia 1er mai             |
| 1897 | Auto-Joujou                                            |                                                                                     | Paroles                                        | « Felix Puget »                                 | Théâtre de l'Olympia 24 septembre        |
| 1898 | Le Corsage                                             |                                                                                     | Romance                                        | Pierre Kok                                      |                                          |
| 1898 | Madame Malbrouck,                                      |                                                                                     | Ballet d'action Pantomime 1 acte               | Octave Pradels Henri José                       | Théâtre Casino de Paris 24 octobre       |
| 1899 | Le Rêve de Mme X.                                      |                                                                                     | 1 acte                                         | Louis Lagarde Georges Montignac                 | Carrillon 25 mars                        |
| 1899 | Les trois couleurs                                     |                                                                                     | 1 acte                                         | Georges Arnould H. de Vrécourt                  | Théâtre Olympia 29 mars                  |
| 1900 | Pélerins                                               |                                                                                     | Poésie                                         | Armand Silvestre                                |                                          |
| 1900 | Capricieuse                                            | Accompagnement Piano                                                                | Esquisse féminine                              |                                                 |                                          |
| 1900 | Fine conteuse                                          | Accompagnement Piano                                                                | Esquisse féminine                              |                                                 |                                          |
| 1900 | Parfums et dentelles                                   | Accompagnement Piano                                                                | Mélodie, Poésie                                | Charles Fuster                                  |                                          |
| 1900 | C'est divin                                            | Accompagnement Piano                                                                | Mélodie, Poésie                                | Charles Fuster                                  |                                          |
| 1900 | Fleurs frêles                                          | Accompagnement Piano                                                                | Mélodie Poésie                                 | Paul Harel                                      |                                          |
| 1900 | Les Oublieux                                           | Accompagnement Piano                                                                | Mélodie, Poésie                                | Armand Silvestre                                |                                          |
| 1901 | À l'Oublieuse                                          | Accompagnement Piano                                                                | Mélodie, Poésie                                | Stéphan Bordèse                                 |                                          |
| 1901 | Souvenir                                               | violoncelle ou violon Piano                                                         | Romance                                        |                                                 |                                          |
| 1901 | Valse ardente pour chant et piano                      | Chant et Piano                                                                      |                                                | L. de Noray                                     |                                          |
| 1902 | Hello! Ma Baby                                         | Transcription pour piano                                                            |                                                | Ch. Malo                                        |                                          |
| 1902 | Tu ne m'aimais pas                                     | Transcription pour piano                                                            |                                                | Ch. Malo                                        |                                          |
| 1902 | Marceau                                                | Transcription pour piano, Toulmouche arrangeur musical                              | Marche Patriotique                             | Robert Planquette                               |                                          |
| 1903 | La chanson du vieux Lycée ou la Marseillaise du lycée. |                                                                                     | Paroles                                        | Paul Eudel                                      |                                          |
| 1903 | Le Clairon                                             | Piano                                                                               | Fantaisie dramatique                           | Paul Déroulède Émile André                      |                                          |
| 1903 | La Fête-Dieu                                           |                                                                                     | Poésie                                         | Eugène Vaillant                                 |                                          |
| 1905 | Mai joli                                               |                                                                                     | Poésie                                         | Eugéne Vaillant                                 |                                          |
| 1905 | Rêve charmant                                          | Valse chantée                                                                       | Poésie                                         | Octave Pradels                                  |                                          |
| 1905 | La chanson de Noël                                     | Chant et Piano                                                                      | Chanson                                        | Edmond Teulet                                   |                                          |
| 1907 | Les Roses de Noël                                      | Chant et Piano                                                                      | Chanson                                        | Edmond Teulet                                   |                                          |
| 1909 | La Mome Flora                                          |                                                                                     | Opérette en 2 actes                            | Edy Toulmouche Maurice OrdonneauOctave Pradels  | Théâtre de La Scala 26 décembre          |
| 1909 | Chez la somnambule                                     |                                                                                     | Opérette en 1 acte                             | Edy Toulmouche Alexandre Bisson                 | Théâtre Casino de Paris 24 avril         |